# Betsy Ross
Betsy Ross, amb el nom de soltera d'Elizabeth Phoebe Griscom, (1752 - 1836) va ser una cosidora nord-americana que, segons la tradició, hauria confeccionat la primera bandera dels Estats Units.

## Biografia
Betsy Ross va néixer l'1 de gener de 1752 a Filadèlfia (Pennsilvània) en el si d'una família de quàquers. Era filla de Rebecca James i de Samuel Griscom. Quan va acabar la seva escolarització la van posar d'aprenent en una tapisseria, on hi hauria conegut a John Ross amb qui s'hi casaria el 1773. Tanmateix aquest matrimoni li va valer a Betsy l'expulsió de la comunitat quàquer perquè John Ross era de cofessió anglicana (els quàquers eren el resultat d'una escissió de l'anglicanisme).
Poc després el matrimoni va obrir la seva pròpia tapiceria a l'Arch Street de Filadèlfia. Tot i així l'esclat de la Guerra de la Independència el 1775 no va posar les coses fàcils al nou negoci i John es va acabar allistant a la milicia de Pennsilvania. La desgràcia va arribar el 1776, quan John Ross va morir a la guerra a causa d'una explosió. Betsy es va veure obligada a tirar la tapisseria endavant tota sola, treballant sobretot per a l'exèrcit continental (arreglant uniformes i confeccionant tendes de campanya, mantes...).
El 1777 es va tornar a casar amb Joseph Ashburn, capità de la marina, que va ser fet presoner pels anglesos i morirà en captiveri el 1782 a la presó d'Old Mill. El mes de maig de 1783 es va casar per tercer cop amb John Claypoole amb qui romandrà fins que aquest va morir el 1817. El 1793 els seus pares i la seva germana Deborah Griscom Bolton (1743-1793) van morir en una epidèmia de febre groga (malaltia causada per la picada de mosquits infectats). Després de la mort del seu darrer marit el 1817, Ross va continuar amb el negoci de tapisseria durant 10 anys més, quan es va jubilar. Clarissa (1785-1864) la seva filla gran es va fer càrrec a partir d'aquell moment de la tapisseria.
Jubilada, Betsy Ross es va traslladar amb la seva segona filla, Susanna (1786-1875), a Abington, al comtat de Montgomery (Pennsilvània). Ross, que s'havia quedat completament cega, va passar els seus últims tres anys de vida amb la seva fillastra Jane (1792-1873). Finalment, el dissabte 30 de gener de 1836, 60 anys després de la Declaració d'independència, Betsy Ross va morir als 84 anys.
Malgrat ser un dels llocs turístics més visitats de la ciutat de Filadèlfia, l'afirmació que Ross va viure una vegada a l'anomenada Casa de Betsy Ross és encara avui una qüestió de disputes acadèmiques.

### Enterrament
Betsy Ross va ser enterrada al cementiri de la Societat Religiosa d'Amics a North Fifth Street de Filadèlfia. Vint anys després, les seves restes es van traslladar al cementiri de Mount Moriah també de Filadèlfia.

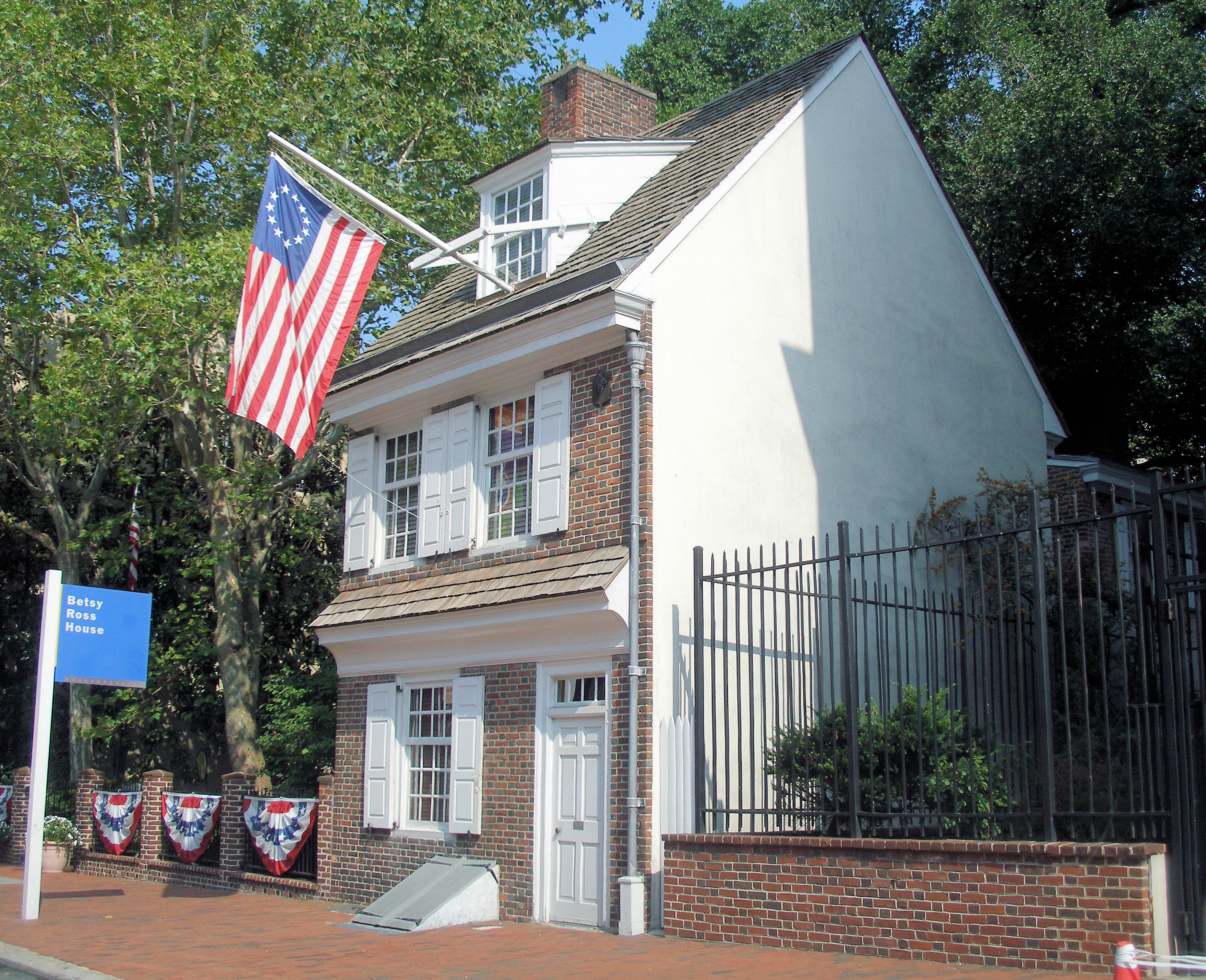
La Casa de Betsy Ross a Filadèlfia.

El 1975, la Fundació Betsy Ross i el seus descendents van sol·licitar l'exhumació de la tomba perquè les seves restes fossin enterrades al pati de la Casa Betsy Ross, que s'havia convertit en un símbol històric. La Fundació va contractar a l'antropòleg físic Dr. Alan Mann, de la Universitat de Pennsilvània, perquè supervisés el projecte. El dilluns 15 de desembre de 1975, Mann i el seu equip van realitzar l'exhumació allí on hi havia el marcador de la seva tomba a Mount Moriah. Tanmateix no hi van trobar res. Quan l'equip va cavar a pocs metres del marcador, van trobar un taüt que contenia els ossos d'un home, que Mann va interpretar com els del net o besnet de Betsy.
Mann va tenir més sort l'endemà. El 16 de desembre, va excavar una mica més lluny i va desenterrar dues caixes. Es tractava de les restes d'un home i d'una dona d'edat avançada. Segons Mann, eren els ossos de Betsy Ross i els del seu tercer marit, John Claypoole, perquè "les proves trobades al lloc de la sepultura coincideixen exactament amb els informes" de l'enterrament de Betsy el 1856. Tot i així cap dels diaris d'aquella època especifica quines eren aquestes evidències.
El marcador del qual es refiava Mann per a trobar les restes de Betsy Ross es va establir el 1923, 70 anys després de la seva inhumació a aquest cementiri. Mann només podia confiar en registres històrics i un examen físic dels ossos per establir una presumpta identificació, el que significava que no podia dir amb certesa científica que les restes que havia trobar fossin realment les de Betsy Ross. Només les proves d'ADN haguessin pogut donar respostes, però en aquell moment encara no eren possibles.
Les restes trobades pel Dr Alan Mann el dia 16 de desembre atribuïdes a Betsy Ross i al seu tercer marit John Claypoole són les que avui reposen al jardí de la Casa de Betsy Ross a Filadèlfia.

## La confecció de la primera bandera dels Estats Units

Bandera de Betsy Ross, oficial dels Estats Units de 1777 a 1795.

Segons la llegenda, el juny de 1776 Betsy va rebre la visita de George Washington, George Ross i Robert Morris, membres del Congrés Continental. Havia conegut a Washington a l'Església Cristiana i havia treballat per a ell alguna vegada. A més, George Ross era l'oncle del seu marit John. Li van dir que eren del "Comité dels tres" i li van mostrar un disseny que havia dibuixat Washington a llapis. El disseny tenia estrelles de sis puntes, i Betsy va suggerir de canviar-les per estrelles de cinc puntes perquè d'aquesta manera les podria cosir d'un sol retall. Betsy va cosir la bandera al saló de casa seva. Aquesta bandera serà la mateixa que va onejar a l'Independence Hall quan el 8 de juny de 1776 es va llegir la Declaració d'Independència.

### Controvèrsia
No existeix cap prova que demostri aquesta històrica trobada. El Museu Nacional d'Història dels Estats Units assenyala que la història de Betsy Ross va entrar per primer cop en la consciència dels nord-americans durant les celebracions que hi va haver al voltant de l'Exposició del Centenari que es va fer el 1876. La informació es basa en el testimoni oral de familiars de la pròpia Betsy, destapats pel seu net William J. Canby el 1870 en un article publicat a la revista de la Societat Històrica de Pennsilvània. Alguns historiadors creuen que va ser Francis Hopkinson l'autèntic creador de la primera bandera dels Estats Units (13 ratlles roges i blanques i 13 estrelles formant un cercle sobre un fons blau). Hopkinson va ser membre del Congrés Continental i la seva signatura apareix a la Declaració d'Independència.

### Premsa
- «Searchers sure they found Betsy Ross' body». The Angus, 17-12-1975.
- «Betsy Ross bones being moved again». The Montana Standard, 21-12-1975.